# Ascogaster dimorpha
Ascogaster dimorpha är en stekelart som beskrevs av Tang och Marsh 1994. Ascogaster dimorpha ingår i släktet Ascogaster och familjen bracksteklar. Inga underarter finns listade.